# Uropeltidae
Gli uropeltidi (Uropeltidae Müller, 1832), o serpenti dalla coda a scudo, sono una famiglia di serpenti fossori relativamente primitivi, che vivono esclusivamente in alcune zone umide e montuose dell'India e di Ceylon.

## Descrizione

### La coda a scudo
L'aspetto di questi serpenti è caratteristico: la testa è piccola e non ben distinta dal corpo, anche se in alcune forme il collo è abbastanza robusto data la forte muscolatura. Il corpo è cilindrico e la coda è molto corta. In particolare, la coda è la vera caratteristica degli appartenenti alla famiglia: nelle forme evolute termina a cono, ma si può notare che negli uropeltidi via via più evoluti vi è una trasformazione delle squame terminali. Esse possono essere solamente appiattite, oppure dotate di vere e proprie spine o creste. Il genere Uropeltis, il più noto, è dotato di una struttura caudale appiattita e coperta di squame, a formare una sorta di scudo ovale inclinato, rugoso e spinoso (Uropeltis significa appunto "coda a scudo"). 

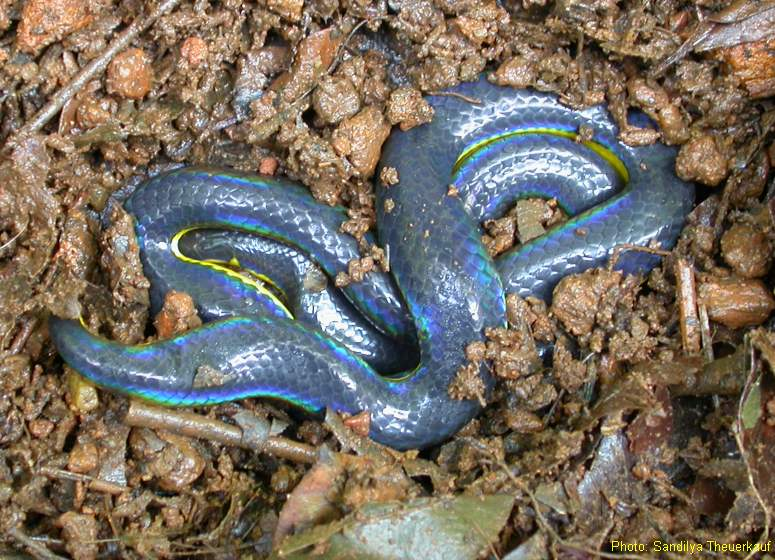
Una foto del rarissimo Melanophidium bilineatum

### Colori vivaci
Gli occhi sono molto piccoli, possiedono una pupilla rotonda e spesso sono difesi da una squama. Le ossa craniche sono saldate fra loro, ma i cinti pelvico e scapolare sono del tutto scomparsi, contrariamente a forme più primitive. Il polmone sinistro, però, è ancora presente in alcune forme, anche se è sostanzialmente vestigiale. La mascella è dotata di sei o otto denti, mentre la mandibola ne ha otto o dieci; solo in alcune specie il palato ne presenta tre o quattro. Nonostante siano degli animali fossori, gli uropeltidi sono dotati di colori molto vivaci: il rosso e l'arancione sono i colori predominanti, e le poche specie di colore nero mostrano riflessi iridescenti, vagamente simili a quelli del serpente arcobaleno (Xenopeltis unicolor). I vari generi della famiglia comprendono animali lunghi dai dieci ai sessanta centimetri. Le specie del genere Uropeltis sono lunghe in media una quarantina di centimetri, ma il corpo non supera la larghezza di due centimetri.

## Comportamento
Quale sia la funzione di una struttura caudale tanto caratteristica non è chiaro; in ogni caso, questa strana coda viene usata dagli uropeltidi per coprire l'entrata della tana, oppure come punto di appoggio per facilitare lo scavo nel terreno, o infine per difesa. Quest'ultimo comportamento assomiglia vagamente a quello dell'assai simile cilindrofide rosso (Cylindrophis ruffus): questi serpenti, se minacciati, si arrotolano su sé stessi e nascondono la testa sotto le spire, lasciando sporgere solo la coda corazzata.
Il comportamento di questi serpenti, come per molti animali fossori, è quasi sconosciuto: si sa che scavano gallerie utilizzando il muso, ruotandolo in continuazione per aprirsi un varco nel terreno; in questo sono facilitati dalla possente muscolatura del corpo e del collo, inoltre hanno un appoggio solido dato dalla strana coda. Gli uropeltidi sono ovovivipari, le uova, fino a otto, si schiudono nel corpo della madre, una volta completamente formati i giovani serpenti vengono partoriti. Uropeltis e i suoi parenti stretti sono completamente inoffensivi, e non reagiscono mai mordendo, nemmeno se presi in mano. Semplicemente, si attorcigliano alle dita e rimangono immobili per molto tempo. Gli uropeltidi si cibano prevalentemente di vermi e di altri invertebrati.

## Tassonomia
La famiglia comprende i seguenti generi e specie:
- Brachyophidium
  - Brachyophidium rhodogaster Wall, 1921
- Melanophidium
  - Melanophidium bilineatum Beddome, 1870
  - Melanophidium punctatum Beddome, 1871
  - Melanophidium wynaudense (Beddome, 1863)
- Platyplectrurus
  - Platyplectrurus madurensis Beddome, 1877
  - Platyplectrurus trilineatus (Beddome, 1867)
- Plectrurus
  - Plectrurus aureus Beddome, 1880
  - Plectrurus canaricus (Beddome, 1870)
  - Plectrurus guentheri Beddome, 1863
  - Plectrurus perroteti Duméril & Bibron, 1854
- Pseudotyphlops
  - Pseudotyphlops philippinus (Müller, 1832)
- Rhinophis
  - Rhinophis blythii Kelaart, 1853
  - Rhinophis dorsimaculatus Deraniyagala, 1941
  - Rhinophis drummondhayi Wall, 1921
  - Rhinophis erangaviraji Wickramasinghe, Vidanapathirana, Wickramasinghe & Ranwella, 2009
  - Rhinophis fergusonianus Boulenger, 1896
  - Rhinophis goweri Aengals & Ganesh, 2013
  - Rhinophis homolepis Hemprich, 1820
  - Rhinophis lineatus Gower & Maduwage, 2011
  - Rhinophis oxyrhynchus (Schneider, 1801)
  - Rhinophis philippinus (Cuvier, 1829)
  - Rhinophis porrectus Wall, 1921
  - Rhinophis punctatus Müller, 1832
  - Rhinophis sanguineus Beddome, 1863
  - Rhinophis travancoricus Boulenger, 1892
  - Rhinophis tricolorata Deraniyagala, 1975
  - Rhinophis zigzag Gower & Maduwage, 2011
- Teretrurus
  - Teretrurus sanguineus (Beddome, 1867)
- Uropeltis
  - Uropeltis arcticeps (Günther, 1875)
  - Uropeltis beddomii (Günther, 1862)
  - Uropeltis bicatenata Günther, 1864
  - Uropeltis broughami (Beddome, 1878)
  - Uropeltis ceylanicus Cuvier, 1829
  - Uropeltis dindigalensis (Beddome, 1877)
  - Uropeltis ellioti (Gray, 1858)
  - Uropeltis liura (Günther, 1875)
  - Uropeltis macrolepis (Peters, 1862)
  - Uropeltis macrorhyncha (Beddome, 1877)
  - Uropeltis maculata (Beddome, 1878)
  - Uropeltis madurensis (Beddome, 1878)
  - Uropeltis melanogaster (Gray, 1858)
  - Uropeltis myhendrae (Beddome, 1886)
  - Uropeltis nitida (Beddome, 1878)
  - Uropeltis ocellata (Beddome, 1863)
  - Uropeltis petersi (Beddome, 1878)
  - Uropeltis phillipsi (Nicholls, 1929)
  - Uropeltis phipsonii (Mason, 1888)
  - Uropeltis pulneyensis (Beddome, 1863)
  - Uropeltis rubrolineata (Günther, 1875)
  - Uropeltis rubromaculatus (Beddome, 1867)
  - Uropeltis ruhunae Deraniyagala, 1954
  - Uropeltis shorttii (Beddome, 1863)
  - Uropeltis smithi (Gans, 1966)
  - Uropeltis woodmasoni (Theobald, 1876)
- Xenophidion
  - Xenophidion schaeferi Günther & Manthey, 1995